# Army of Anyone
Gli Army of Anyone sono stati un supergruppo musicale statunitense attivo dal 2005 al 2007.
Il gruppo, composto da Richard Patrick (Filter), Dean DeLeo (Stone Temple Pilots), Robert DeLeo (Stone Temple Pilots) e Ray Luzier (David Lee Roth Band, poi entrato nei Korn), si è costituito a Los Angeles. All'attivo ha solo un album in studio, uscito nel novembre 2006.

## Formazione
- Richard Patrick - voce, chitarra
- Robert DeLeo - basso, voce
- Dean DeLeo - chitarra
- Ray Luzier - batteria, percussioni

## Discografia
Album in studio
- 2006 - Army of Anyone

Singoli
- 2006 - Goodbye
- 2007 - Father Figure